# Amélie Lundahl

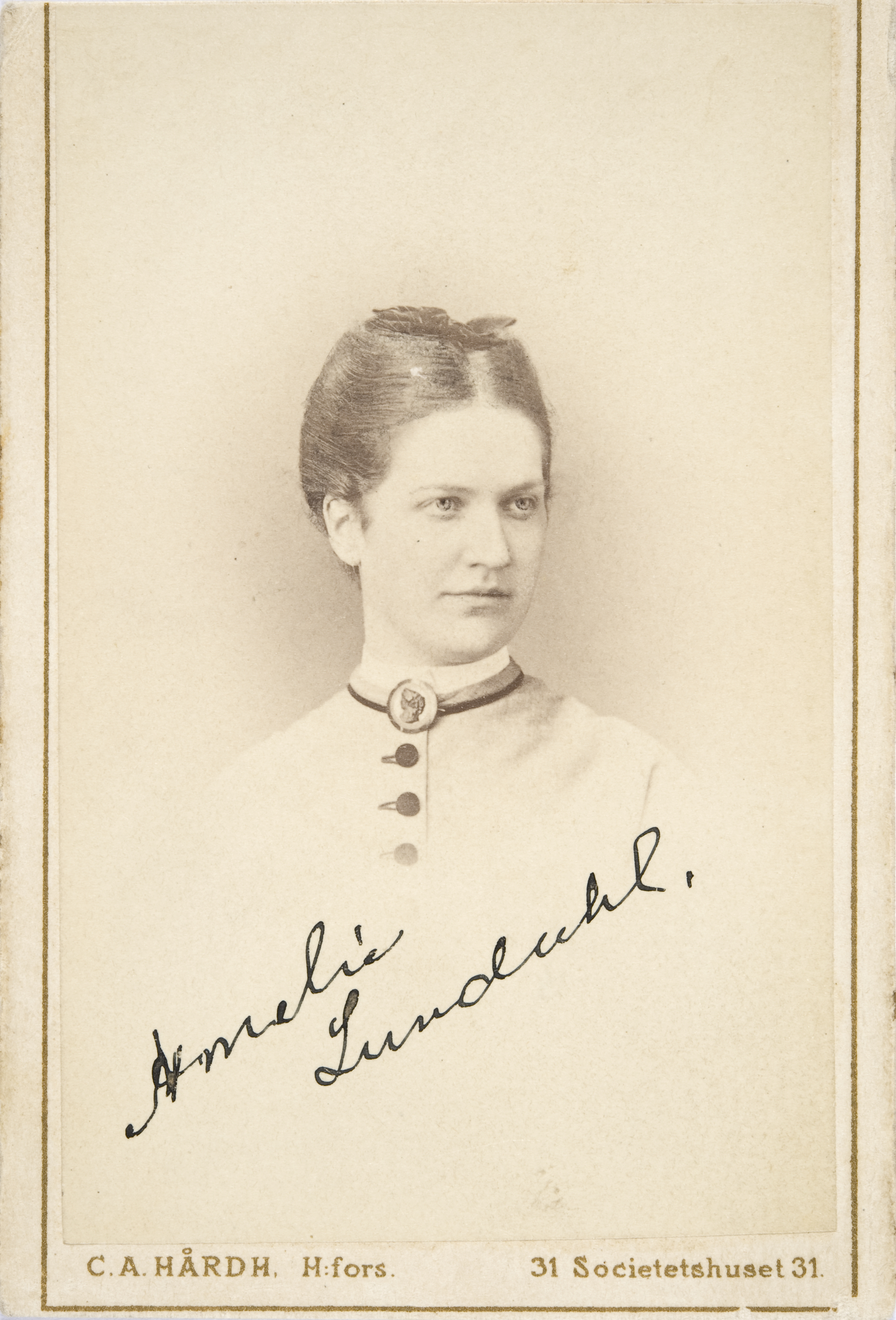
Amélie Lundahl (1870)

Amélie Helga Lundahl, auch Amélie Lundahl, (* 26. Mai 1850 in Oulu; † 20. August 1914 in Helsinki) war eine finnische Genre-, Landschafts- und Porträtmalerin.

## Familie
Lundahl war jüngste von elf Kindern des Stadtvogts Abraham Lundahl (1801–1858) und dessen Frau Katarina Charlotta (geborene Cajanus; 1805–1850). Sie verlor früh ihre Eltern, die Mutter starb kurz nach der Geburt im August 1850 und ihr Vater, als sie gerade 8 Jahre alt war. Sie wuchs mit ihren Geschwistern in Oulu und in Pudasjärvi auf und besuchte einige Jahre lang eine Mädchenschule.
Zu ihren Geschwistern gehörten:
- Amanda Lundahl (1835–1908) ⚭ Frans Josef Hertman (1820–1878)
- Lars Lundahl (1840–1905) wurde Kapitän zur See
- Cecilia Lundahl (1842–1924) ⚭ August Benjamin Carlsson Calamnius
- Arthur Lundahl (1844–1879) wurde Schauspieler am finnischen Theater

## Leben
Im Jahr 1870 zog sie nach Helsinki, um an der Zeichenschule des finnischen Kunstvereins zu studieren. In den Jahren 1872 und 1873 studierte sie an der Stockholmer Kunst- und Designschule und kehrte an die Zeichenschule in Helsinki zurück. Sie wurde eine Schülerin an der Privatakademie von Adolf von Becker und von Magnus Hjalmar Münsterjelm. In den Jahren 1874 bis 1876 gab Lundahl Unterricht an der Zeichenschule des Dänischen Kunstvereins. Als sie 1877 ein Reisestipendium erhielt, begab sie sich nach Paris, um vier Jahre lang im Damenatelier an der Académie Julian bei Gustave Courtois zu studieren. Sie lebte neun Jahre in Frankreich und verbrachte jeden Sommer in der Bretagne. Sie malte Bilder des alltäglichen Lebens und kleine Landschaften. Gemeinsam mit der Malerin Maria Wiik teilte sie sich in dieser Zeit ein Atelier. Sie nahm viermal an den Ausstellungen des Salon de Paris teil. Aufgrund finanzieller Probleme kehrte sie 1885 nach Stockholm zurück, wo sie sich bis 1887 aufhielt und seither hellere Farben für ihre Landschaften verwendete. Porträts fertigte sie zumeist in Pastellfarben an. Seit 1889 lebte sie in Helsinki, wo sie Zeichnen an der Handwerksschule unterrichtete.

## Ausstellungen (Auswahl)
- April bis August 1981: Amélie Lundahl : 1850–1914 Waldemarsudde, Stockholm
- 10. August bis 27. Oktober 2002 Kunstforeningen in Kopenhagen und vom 21. November 2002 bis 26. Januar im Niedersächsischen Landesmuseum in Hannover (Skandinavische Künstlerinnen 1880–1900),[3] sowie im Anschluss vom 14. Februar bis 27. April 2003 im Kunstmuseum in Bergen

## Werke (Auswahl)
Für das Foyer des Nationaltheaters in Helsinki fertigte sie das Bildnis der Schauspielerin Ida Aalberg auf Goldgrund.
- Burgruine auf Gotland (finnisch Linnanrauniot, vermutlich die Ruine von Visborg)
- Porträt des Edvin Kaslin

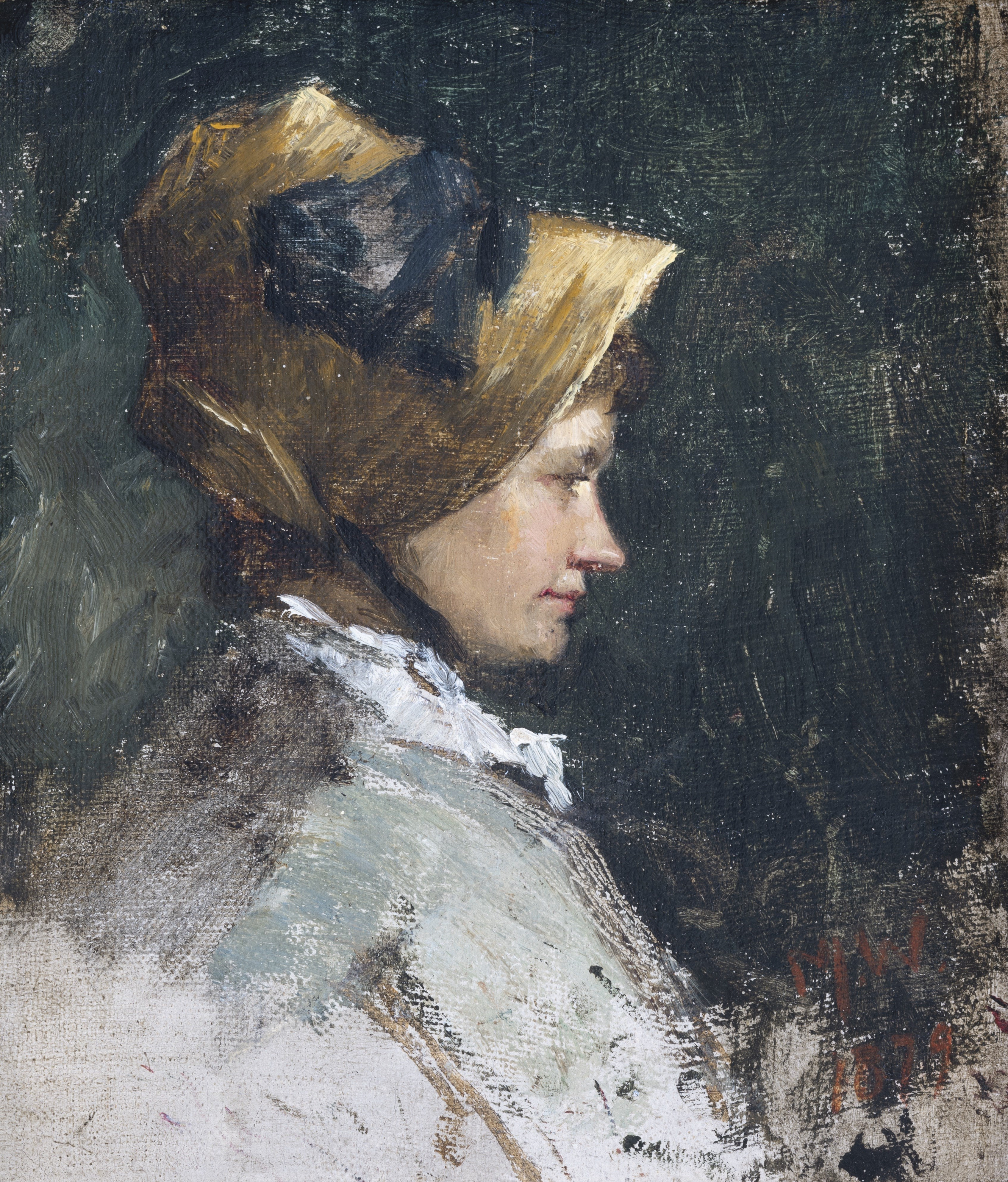
Maria Wiik
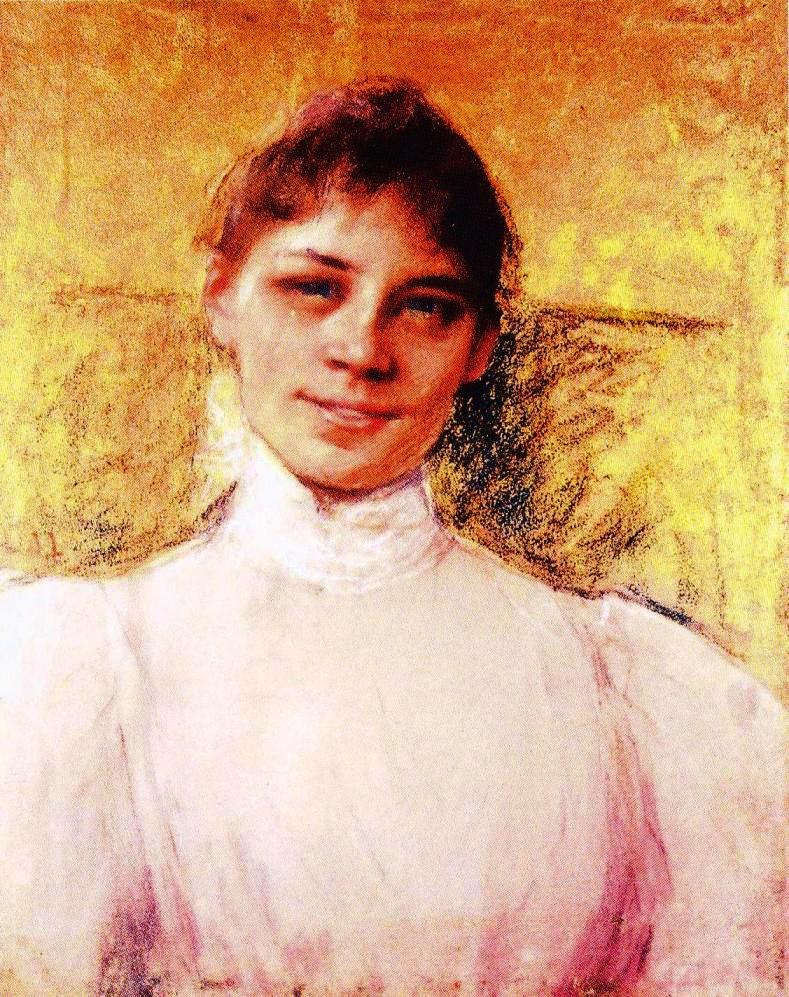
Ida Aalberg
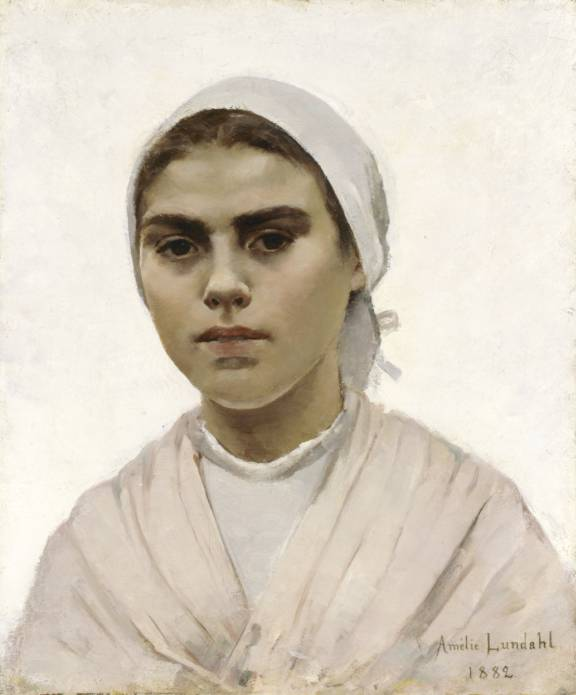
Jeune Bretonne (1882)
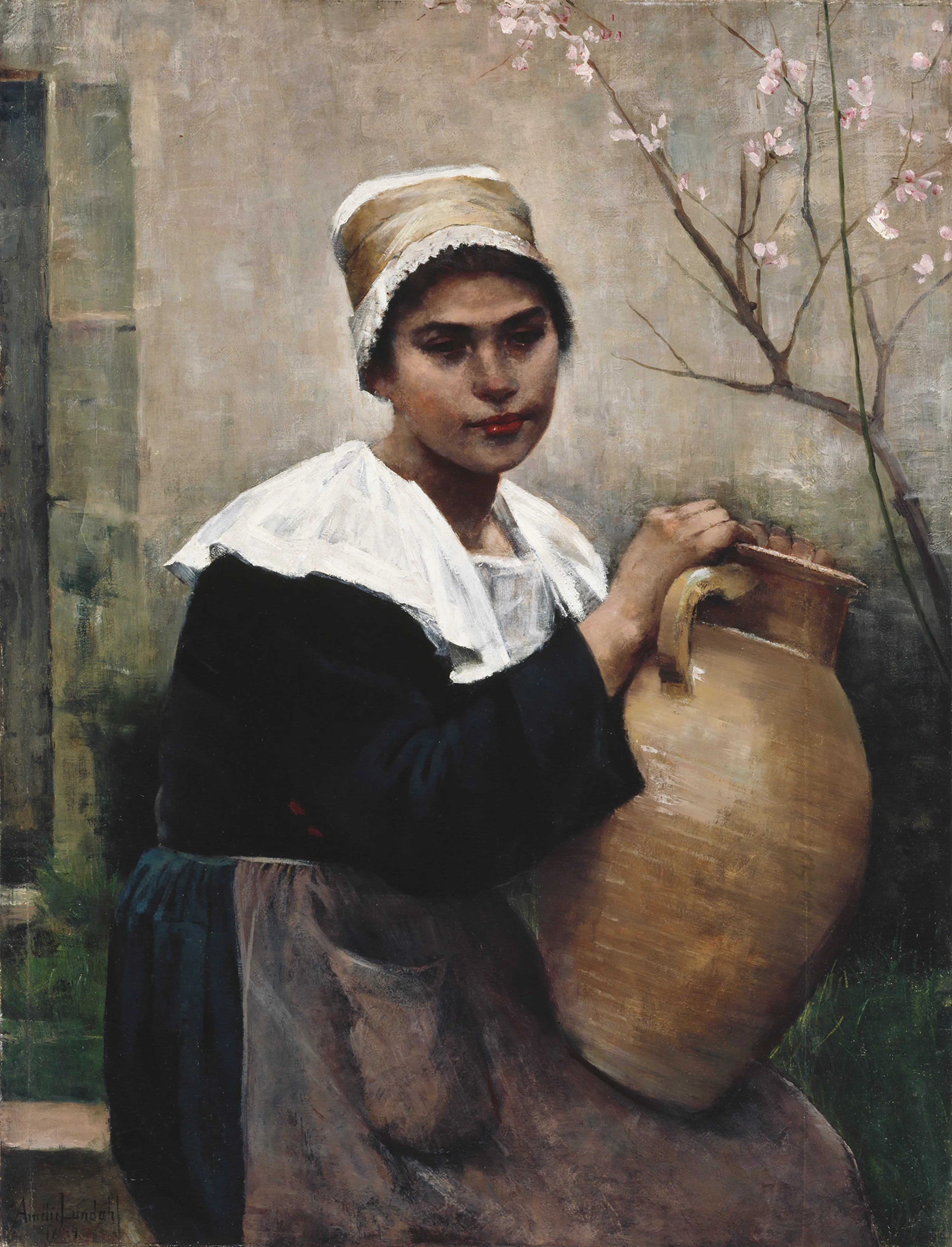
Portrait d'une Bretonne (1884)